# Ciechanowiec
Ciechanowiec est une ville de Pologne, située dans l'est du pays, dans la voïvodie de Podlachie. Elle est le siège de la gmina de Ciechanowiec, dans le powiat de Wysokie Mazowieckie.
C'est la ville d'origine de la famille Lazowski, illustrée notamment par le général d'Empire Joseph Félix Lazowski.
Selon le recenssement de la commune de 1921, ont habité dans le village 3.219 personnes, dont 1.568 étaient catholiques, 39 orthodoxes, 34 évangélique, et 1.649 judaïques. Parallèlement, 1.653 habitants ont déclaré avoir la nationalité polonaise, 11 la nationalité biélorusse, 21 la nationalité allemand et 1.603 la nationalité juive. Dans le village, il y avait 361 bâtiments habitables.